# Néprajzi Múzeum (Szászrégen)
A szászrégeni Néprajzi Múzeum műemléknek nyilvánított múzeum Romániában, Maros megyében a Vânătorilor utca 51. szám alatt. A múzeumnak otthont adó épület műemlék, a romániai műemlékek jegyzékében az MS-II-a-A-15777 sorszámon szerepel), 1892-ben épült.
Egy ideig lakásként és szakiskolaként használták. A múzeumot Anton Badea alapította azzal a céllal, hogy megőrizze és felértékelje az építészeti műemlékeket, műszaki berendezéseket és népművészeti tárgyakat. A múzeumot 1989 és 1990 között restaurálták.
1970-ben a múzeum megyei múzeummá vált, meghatározva kutatási területét, amely túlmutat Maros megye határain, és különálló néprajzi területeket foglal magában (604 vidéki település Maros megyében és mintegy 300 település a szomszédos megyékben). A kiállítási tárgyak a Felső-Maros völgyére, a Gurgi-völgyre és az erdélyi Alföld egy részére jellemző kézművességgel, népviselettel és szokásokkal kapcsolatosak. A múzeum több mint 5800 tárgyat, 13 000 fényképet és diát, 80 néprajzi filmet őriz. Reprezentatívak a kerámiák, az üvegre festett ikonok. Különösen figyelemre méltóak a technikai berendezések (olajprés, vízimalom, szőlőprés).
A "A Felső-Maros-völgy és az erdélyi Alföld szerszámai és népi technikái" című, 1991-ben rendezett kiállítás az épület nyolc termében mutatja be a múzeum legreprezentatívabb kiállítási tárgyait, a környék kézműves mesterségeit és foglalkozásait, a népművészethez tartozó tárgyakat, kerámiákat, bútorokat, népviseleteket és textíliákat.
A néprajzi archívum multimédiás anyagokat, felméréseket, fényképeket, vázlatokat, rajzokat tartalmaz a bemutatott terület foglalkozásairól és szokásairól.

## Fordítás
- Ez a szócikk részben vagy egészben  a   Muzeul Etnografic din Reghin című román Wikipédia-szócikk ezen változatának fordításán alapul.  Az eredeti cikk szerkesztőit annak laptörténete sorolja fel. Ez a jelzés csupán a megfogalmazás eredetét és a szerzői jogokat jelzi, nem szolgál a cikkben szereplő információk forrásmegjelöléseként.